# Nephelobotys
Nephelobotys és un gènere d'arnes de la família Crambidae. Conté només una espècie, Nephelobotys nephelistalis, que es troba a la Xina (Hubei).